# Greererpeton
Greererpeton ('crawler from Greer, West Virginia') is een monotypisch geslacht van uitgestorven colosteïde stamtetrapoden uit het Vroeg-Carboon (Laat-Viséen) van Noord-Amerika. Greererpeton werd voor het eerst benoemd in 1969 door de beroemde paleontoloog Alfred S. Romer. De schedel werd opnieuw beschreven in 1982 door Timothy R. Smithson, terwijl postcraniale overblijfselen in 1989 opnieuw werden beschreven door Stephen J. Godfrey. De enige soort is Greererpeton burkemorani.

## Kenmerken
Gerererpeton was waarschijnlijk een in het water levend wezen met een langwerpig lichaam dat was aangepast om te zwemmen. Volwassen dieren hadden een totale lengte van 1,0–1,4 meter of 1,5 meter, vergelijkbaar in grootte met moderne Aziatische reuzensalamanders (Andrias). Het lichaam was langwerpig, met ongeveer veertig wervels, terwijl de afgeplatte schedel bij volwassen exemplaren ongeveer achttien centimeter lang was. Het meest complete volwassen exemplaar bewaarde slechts twaalf staartwervels, slechts ongeveer een derde van de lengte van het lichaam van Andrias. Er zijn echter kleinere exemplaren gevonden met behoud van meer dan dertig wervels, dus het is niet ondenkbaar dat een complete staart ongeveer even lang was als het lichaam. De ledematen waren kort, maar niet rudimentair; de vingers waren nog goed ontwikkeld. Greererpeton waren carnivoren die waarschijnlijk in rivieren en moerassen leefden.

## Paleobiologie
Er is een grote hoeveelheid bewijs dat Greererpeton en andere colosteïden volledig in het water levende dieren waren. Groeven aan de zijkant van de schedel geven aan dat Greererpeton zijlijnen had, zintuigen die gewoonlijk alleen bij vissen en in het water levende tetrapoden voorkomen. Het stijgbeen aan de achterkant van de schedel is enorm, waarschijnlijk gebruikt als steun voor de schedel. Dit staat in contrast met de stijgbeugel van landdieren zoals kikkers, zoogdieren en hagedissen. In deze groepen is het bot dun en gevoelig voor trillingen, dus wordt het gebruikt voor een gevoelig gehoor. De dikke stijgbeugels van Greererpeton zijn een indicatie dat ze geen goed gehoor hadden zoals landdieren. Greererpeton behoudt een postbranchiale lamina op zijn schouderblad, wat mogelijk een aanwijzing was voor interne kieuwen zoals die van vissen. De grillige verdeling van postbranchiale laminae bij aquatische en terrestrische vissen en amfibieën maakt deze conclusie echter twijfelachtig.
Godfrey (1989) beschouwde Greererpeton als biologisch vergelijkbaar met de moderne Aziatische reuzensalamanders (Andrias), de grootste levende amfibieën. Bij bewaarde Greererpeton-skeletten ligt het lichaam volledig plat, met de staart omgedraaid om plat loodrecht op het lichaam te liggen. Deze eigenaardigheden kunnen erop wijzen dat het lichaam dorsoventraal (van boven naar beneden) afgeplat was, terwijl de staart mediolateraal (van links naar rechts) afgeplat was tot een vinachtige structuur die werd gebruikt om te zwemmen. Jonge Andria's komen samen in ondiep water, terwijl oudere individuen op de bodem levende roofdieren waren die de voorkeur gaven aan diepere rivieren. Gezien het feit dat kleine Greererpeton-skeletten in groepen zijn gevonden, terwijl grotere solitair zijn, is het aannemelijk dat Greererpeton zich op dezelfde manier gedroeg.

## Vondsten
Resten zijn gevonden in Noord-Amerika (West Virginia).